# Pallars Jussà
Pallars Jussà – comarca (powiat) w zachodniej Katalonii w Hiszpanii. Zajmuje powierzchnię 1290 km² i liczy 12 566 mieszkańców. Nazwa Pallars Jussà oznacza Dolinę Pallars. Siedzibą comarki jest miejscowość Tremp.
Wraz z sąsiadującą comarką Pallars Sobirà współtworzyły w przeszłości hrabstwo Pallars, będące na przełomie VIII i IX wieku w sojuszu terytoriów pirenejskich określanym jako Marchia Hiszpańska.

## Gminy
- Abella de la Conca
- Castell de Mur
- Conca de Dalt
- Gavet de la Conca
- Isona i Conca Dellà
- Llimiana
- La Pobla de Segur
- Salàs de Pallars
- Sant Esteve de la Sarga
- Sarroca de Bellera
- Senterada
- Talarn
- La Torre de Cabdella
- Tremp